# 瑞安·米切尔
瑞安·米切尔（英語：Ryan Mitchell，1977年4月24日—），澳大利亚男子游泳运动员。他曾代表澳大利亚参加1996年和2000年夏季奥林匹克运动会游泳比赛，其中2000年奥运会获得一枚银牌。